# کوسونوکی ماساسوئه
کوسونوکی ماساسوئه (به ژاپنی: 楠木正季 Kusunoki Masasue); ۱ ژانویهٔ ۱۲۵۰ – ۴ ژوئیهٔ ۱۳۳۶) بوشی، جنگ‌سالار در دوره نانبوکوچو برادر کوچکتر کوسونوکی ماساشیگه بود.